# 福爾格拉本河 (美因河支流)
49°57′44″N 9°35′51″E / 49.962322°N 9.597609°E

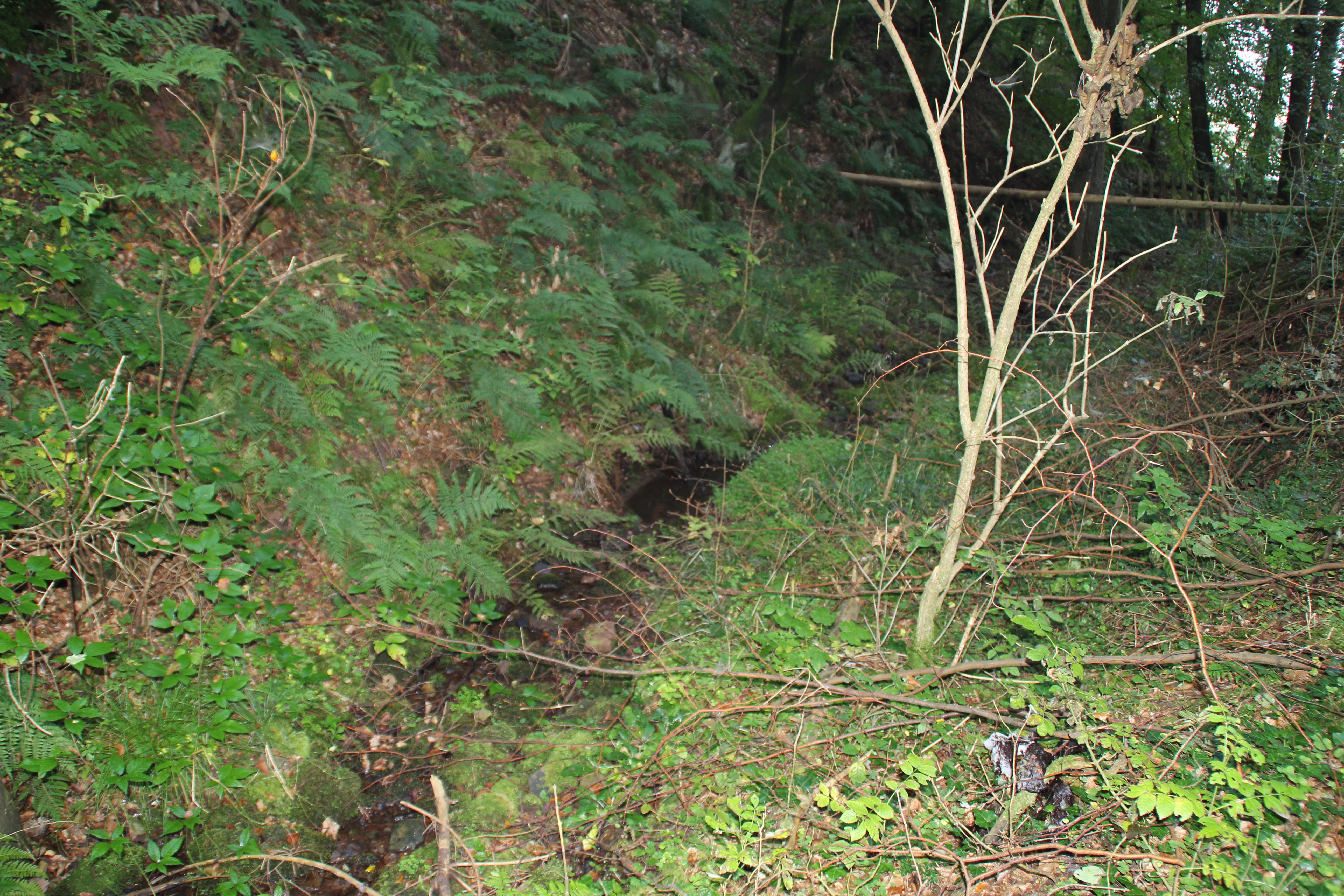

福爾格拉本河是德國的河流，位於該國東南部，由巴伐利亞負責管轄，屬於美因河的左支流，河道全長1.6公里，發源自美因河畔洛爾以東。